# Campionati europei di nuoto in vasca corta 2012
La XX edizione dei campionati europei di nuoto in vasca corta si è svolta dal 22 al 25 novembre 2012 a Chartres, in Francia, negli impianti del Complexe Aquatique L'Odyssée. La città francese è stata selezionata come sede dell'evento nel corso del congresso LEN tenutosi a Reykjavík nel maggio 2011; in questa occasione la Francia è tornata a ospitare una manifestazione continentale a 25 anni di distanza dagli europei 1987 disputati a Strasburgo.
Dopo 15 edizioni consecutive in cui il programma di gara è rimasto invariato, in questa edizione sono state introdotte due nuove specialità, portando il totale a 40. Si tratta delle staffette a squadre miste, formate da due uomini e due donne, che vengono nuotate sulla distanza della 4x50 metri stile libero e 4x50 metri misti.

## Programma
| Giovedì 22 novembre 2012 | Venerdì 23 novembre 2012 | Sabato 24 novembre 2012 | Domenica 25 novembre 2012 |
| Sessione mattutina - Batterie | | | |
| ore 09:00 | ore 09:00 | ore 08:45 | ore 08:45 |
| 50 m stile libero M 50 m rana F 200 m misti M 100 m dorso F 200 m dorso M 100 m farfalla M 200 m farfalla F 100 m rana M 200 m misti F 400 m stile libero M 100 m stile libero F Staffetta 4x50 m mx M Staffetta 4x50 m sl F                                                               | 50 m dorso M 50 m farfalla F 400 m misti M 100 m misti F 200 m rana F 100 m stile libero M St.Mista 4x50 m mx 800 m stile libero F | 50 m dorso F 50 m dorso M 400 m stile libero F 100 m dorso M 100 m rana F 100 m misti M 100 m farfalla F 200 m farfalla M St.Mista 4x50 m sl 1500 m stile libero M                                                                                          | 50 m stile libero F 50 m farfalla M 400 m misti F 200 m rana M 200 m stile libero F 200 m stile libero M 200 m dorso F Staffetta 4x50 m sl M Staffetta 4x50 m mx F |
| Sessione pomeridiana - Semifinali e finali | | | |
| ore 16:30 | ore 16:30 | ore 15:30 | ore 15:30 |
| 50 m stile libero M (sf) 50 m rana F (sf) 400 m stile libero M 200 m dorso M 100 m dorso F (sf) 100 m farfalla M (sf) 200 m misti F 100 m rana M (sf) 200 m farfalla F 200 m misti M 100 m stile libero F (sf) 50 m stile libero M 50 m rana F Staffetta 4x50 m mx M Staffetta 4x50 m sl F | 800 m stile libero F 50 m dorso M (sf) 50 m farfalla F (sf) 400 m misti M 200 m rana F 100 m rana M 100 m stile libero F 100 m stile libero M (sf) 100 m dorso F 100 m farfalla M 100 m misti F (sf) 50 m farfalla F 50 m dorso M St.Mista 4x50 m mx | 1500 m stile libero M 50 m dorso F (sf) 50 m rana M (sf) 400 m stile libero F 100 m misti M (sf) 100 m rana F (sf) 100 m dorso M (sf) 100 m misti F 200 m farfalla M 100 m farfalla F (sf) 100 m stile libero M 50 m dorso F 50 m rana M St.Mista 4x50 m sl | 50 m stile libero F (sf) 50 m farfalla M (sf) 400 m misti F 200 m rana M 200 m stile libero F 100 m misti M 100 m farfalla F 200 m stile libero M 100 m rana F 100 m dorso M 200 m dorso F 50 m farfalla M 50 m stile libero F Staffetta 4x50 m sl M Staffetta 4x50 m mx F |

## Nazioni e partecipanti
Le federazioni aderenti alla LEN che hanno iscritto i propri atleti alla rassegna sono 35; i partecipanti sono in totale 425, di cui 242 uomini e 183 donne.
- Austria
- Belgio
- Bielorussia
- Bosnia ed Erzegovina
- Bulgaria
- Cipro
- Croazia
- Danimarca
- Estonia
- Finlandia
- Francia
- Germania

- Gran Bretagna
- Irlanda
- Islanda
- Fær Øer
- Israele
- Italia
- Liechtenstein
- Lituania
- Lussemburgo
- Norvegia
- Paesi Bassi
- Polonia

- Portogallo
- Rep. Ceca
- Russia
- Serbia
- Slovacchia
- Slovenia
- Spagna
- Svizzera
- Turchia
- Ucraina
- Ungheria

## Medagliere
| Pos.   | Paese         | Oro | Argento | Bronzo | Totale |
| ------ | ------------- | --- | ------- | ------ | ------ |
| 1      | Francia       | 12  | 6       | 11     | 29     |
| 2      | Ungheria      | 6   | 4       | 2      | 12     |
| 2      | Danimarca     | 6   | 4       | 2      | 12     |
| 4      | Russia        | 5   | 5       | 2      | 12     |
| 5      | Italia        | 4   | 2       | 3      | 9      |
| 6      | Ucraina       | 2   | 2       | 3      | 7      |
| 7      | Rep. Ceca     | 1   | 2       | 4      | 7      |
| 8      | Gran Bretagna | 1   | 2       | 2      | 5      |
| 9      | Spagna        | 1   | 2       | 1      | 4      |
| 10     | Bielorussia   | 1   | 1       | 1      | 3      |
| 11     | Polonia       | 1   | 0       | 0      | 1      |
| 12     | Slovenia      | 0   | 2       | 1      | 3      |
| 12     | Belgio        | 0   | 2       | 1      | 3      |
| 12     | Estonia       | 0   | 2       | 1      | 3      |
| 15     | Israele       | 0   | 1       | 2      | 3      |
| 16     | Finlandia     | 0   | 1       | 1      | 2      |
| 16     | Norvegia      | 0   | 1       | 1      | 2      |
| 18     | Croazia       | 0   | 1       | 0      | 1      |
| 19     | Irlanda       | 0   | 0       | 1      | 1      |
| 19     | Paesi Bassi   | 0   | 0       | 1      | 1      |
| Totale | Totale        | 40  | 40      | 40     | 120    |

## Podi

### Uomini
| Evento                         | Oro | Tempo    | Argento                                                                                   | Tempo    | Bronzo                                                                                   | Tempo    |
| Stile libero                   | |          |                                                                                           |          |                                                                                          |          |
| 50 m (dettagli)                | Florent Manaudou | 20"70    | Vladimir Morozov                                                                          | 20"89    | Frédérick Bousquet                                                                       | 20"97    |
| 100 m (dettagli)               | Vladimir Morozov | 45"68    | Evgeny Lagunov                                                                            | 46"52    | Yannick Agnel                                                                            | 46"80    |
| 200 m (dettagli)               | Yannick Agnel | 1'41"46  | Pieter Timmers                                                                            | 1'43"08  | Grégory Mallet                                                                           | 1'43"21  |
| 400 m (dettagli)               | Yannick Agnel | 3'37"54  | Gabriele Detti                                                                            | 3'41"66  | Andrea Mitchell D'Arrigo                                                                 | 3'42"32  |
| 1500 m (dettagli)              | Gregorio Paltrinieri | 14'27"78 | Serhij Frolov                                                                             | 14'30"87 | Anthony Pannier                                                                          | 14'41"97 |
| Dorso                          | |          |                                                                                           |          |                                                                                          |          |
| 50 m (dettagli)                | Jérémy Stravius | 23"28    | Guy Barnea                                                                                | 23"96    | Vladimir Morozov                                                                         | 23"47    |
| 100 m (dettagli)               | Jérémy Stravius | 49"70    | Benjamin Stasiulis                                                                        | 50"31    | Damiano Lestingi                                                                         | 51"35    |
| 200 m (dettagli)               | Radosław Kawęcki | 1'48"51  | Péter Bernek                                                                              | 1'49"41  | Benjamin Stasiulis                                                                       | 1'51"81  |
| Rana                           | |          |                                                                                           |          |                                                                                          |          |
| 50 m (dettagli)                | Fabio Scozzoli | 26"18    | Alexander Hetland                                                                         | 26"20    | Damir Dugonjič                                                                           | 26"24    |
| 100 m (dettagli)               | Fabio Scozzoli | 57"25    | Martti Aljand                                                                             | 57"75    | Giacomo Perez Dortona                                                                    | 57"76    |
| 200 m (dettagli)               | Vyacheslav Sinkevich | 2'04"55  | Igor Borysik                                                                              | 2'05"12  | Andriy Kovalenko                                                                         | 2'05"21  |
| Farfalla                       | |          |                                                                                           |          |                                                                                          |          |
| 50 m (dettagli)                | Rafael Muñoz | 22"53    | Frédérick Bousquet                                                                        | 22"54    | Andriy Govorov                                                                           | 22"72    |
| 100 m (dettagli)               | Evgeny Korotyshkin | 49"98    | Rafael Muñoz                                                                              | 50"39    | Medhy Metella                                                                            | 50"66    |
| 200 m (dettagli)               | László Cseh | 1'52"11  | Viktor Bromer                                                                             | 1'53"38  | Joeri Verlinden                                                                          | 1'53"47  |
| Misti                          | |          |                                                                                           |          |                                                                                          |          |
| 100 m (dettagli)               | Vladimir Morozov | 51"89    | Peter Mankoč                                                                              | 52"64    | Martti Aljand                                                                            | 52"92    |
| 200 m (dettagli)               | László Cseh | 1'52"74  | Jérémy Stravius                                                                           | 1'54"00  | Gal Nevo                                                                                 | 1'55"14  |
| 400 m (dettagli)               | László Cseh | 4'00"99  | Dávid Verrasztó                                                                           | 4'02"54  | Gal Nevo                                                                                 | 4'04"80  |
| Staffette                      | |          |                                                                                           |          |                                                                                          |          |
| 4x50 m stile libero (dettagli) | Francia Florent Manaudou Frédérick Bousquet Jérémy Stravius Amaury Leveaux Joris Hustache* Grégory Mallet* Mehdy Metella*       | 1'23"31  | Russia Vladimir Morozov Andrey Grechin Evgeny Lagunov Vitaly Syrnikov Evgeny Korotyshkin* | 1'23"99  | Belgio Emmanuel Vanluchene Pieter Timmers Yoris Grandjean Jasper Aerents Stijn Depypere* | 1'25"60  |
| 4x50 m misti (dettagli)        | Francia Jérémy Stravius Giacomo Perez Dortona Frédérick Bousquet Florent Manaudou Dorian Gandin* Romain Sassot* Grégory Mallet* | 1'32"35  | Russia Vladimir Morozov Oleg Utekhin Evgeny Korotyshkin Evgeny Lagunov Vitaly Syrnikov*   | 1'33"87  | Rep. Ceca Martin Baďura Petr Bartůněk Michal Ledl Tomáš Plevko                           | 1'35"18  |

### Donne
| Evento                         | Oro                                                                              | Tempo   | Argento                                                                                   | Tempo   | Bronzo                                                                                    | Tempo   |
| Stile libero                   |                                                                                  |         |                                                                                           |         |                                                                                           |         |
| 50 m (dettagli)                | Aljaksandra Herasimenja                                                          | 23"85   | Triin Aljand                                                                              | 24"24   | Jeanette Ottesen                                                                          | 24"33   |
| 100 m (dettagli)               | Veronika Popova                                                                  | 52"86   | Jeanette Ottesen                                                                          | 53"13   | Charlotte Bonnet                                                                          | 53"23   |
| 200 m (dettagli)               | Camille Muffat                                                                   | 1'52"20 | Charlotte Bonnet                                                                          | 1'54"00 | Veronika Popova                                                                           | 1'54"20 |
| 400 m (dettagli)               | Camille Muffat                                                                   | 3'54"85 | Lotte Friis                                                                               | 3'58"85 | Coralie Balmy                                                                             | 3'59"80 |
| 800 m (dettagli)               | Lotte Friis                                                                      | 8'10"24 | Hannah Miley                                                                              | 8'15"66 | Aimee Willmott                                                                            | 8'18"90 |
| Dorso                          |                                                                                  |         |                                                                                           |         |                                                                                           |         |
| 50 m (dettagli)                | Laure Manaudou                                                                   | 26"78   | Sanja Jovanović                                                                           | 26"84   | Simona Baumrtová                                                                          | 26"97   |
| 100 m (dettagli)               | Daryna Zevina                                                                    | 57"07   | Laure Manaudou                                                                            | 57"70   | Simona Baumrtová                                                                          | 58"08   |
| 200 m (dettagli)               | Daryna Zevina                                                                    | 2'01"97 | Alexianne Castel                                                                          | 2'03"23 | Simona Baumrtová                                                                          | 2'03"43 |
| Rana                           |                                                                                  |         |                                                                                           |         |                                                                                           |         |
| 50 m (dettagli)                | Petra Chocová                                                                    | 30"02   | Rikke Møller Pedersen                                                                     | 30"25   | Sycerika McMahon                                                                          | 30"34   |
| 100 m (dettagli)               | Rikke Møller Pedersen                                                            | 1'04"12 | Petra Chocová                                                                             | 1'05"50 | Marina García Urzainqui                                                                   | 1'05"82 |
| 200 m (dettagli)               | Rikke Møller Pedersen                                                            | 2'17"26 | Marina García Urzainqui                                                                   | 2'20"57 | Hanna Dzerkal'                                                                            | 2'21"94 |
| Farfalla                       |                                                                                  |         |                                                                                           |         |                                                                                           |         |
| 50 m (dettagli)                | Jeanette Ottesen                                                                 | 25"21   | Aljaksandra Herasimenja                                                                   | 25"53   | Mélanie Henique                                                                           | 25"76   |
| 100 m (dettagli)               | Ilaria Bianchi                                                                   | 56"40   | Kimberly Buys                                                                             | 57"00   | Jeanette Ottesen                                                                          | 57"13   |
| 200 m (dettagli)               | Katinka Hosszú                                                                   | 2'05"78 | Stefania Pirozzi                                                                          | 2'06"09 | Alessia Polieri                                                                           | 2'06"63 |
| Misti                          |                                                                                  |         |                                                                                           |         |                                                                                           |         |
| 100 m (dettagli)               | Katinka Hosszú                                                                   | 58"83   | Zsuzsanna Jakabos                                                                         | 59"15   | Siobhan Marie O'Connor                                                                    | 59"72   |
| 200 m (dettagli)               | Katinka Hosszú                                                                   | 2'05"78 | Hannah Miley                                                                              | 2'06"21 | Zsuzsanna Jakabos                                                                         | 2'06"66 |
| 400 m (dettagli)               | Hannah Miley                                                                     | 4'23"47 | Katinka Hosszú                                                                            | 4'23"91 | Zsuzsanna Jakabos                                                                         | 4'25"61 |
| Staffette                      |                                                                                  |         |                                                                                           |         |                                                                                           |         |
| 4x50 m stile libero (dettagli) | Danimarca Jeanette Ottesen Kelly Ribben Rasmussen Julie Levisen Pernille Blume   | 1'38"18 | Finlandia Emilia Pikkarainen Lotta Nevalainen Laura Kurki Hanna-Maria Seppälä             | 1'38"13 | Bielorussia Yuliya Khitraya Aljaksandra Herasimenja Aksana Dziamidava Sviatlana Khakhlova | 1'38"39 |
| 4x50 m misti (dettagli)        | Danimarca Kristina Thomsen Rikke Møller Pedersen Jeanette Ottesen Pernille Blume | 1'47"41 | Rep. Ceca Simona Baumrtová Petra Chocová Lucie Svěcená Aneta Pechancová Barbora Závadová* | 1'47"67 | Francia Laure Manaudou Fanny Babou Mélanie Henique Anna Santamans Béryl Gastaldello*      | 1'47"70 |

### Misto
| Evento                         | Oro | Tempo   | Argento                                                                                       | Tempo   | Bronzo                                                                                         | Tempo   |
| Staffette                      | |         |                                                                                               |         |                                                                                                |         |
| 4x50 m stile libero (dettagli) | Francia Frédérick Bousquet Florent Manaudou Camille Muffat Anna Santamans Amaury Leveaux* Mehdy Metella* Charlotte Bonnet* Béryl Gastaldello* | 1'29"64 | Russia Andrey Grechin Vladimir Morozov Veronika Popova Rozaliya Nasretdinova Vitaly Syrnikov* | 1'30"41 | Finlandia Hanna-Maria Seppälä Laura Kurki Andrei Tuomola Ari-Pekka Liukkonen Lotta Nevalainen* | 1'31"74 |
| 4x50 m misti (dettagli)        | Francia Jérémy Stravius Florent Manaudou Mélanie Henique Anna Santamans Cloé Credeville* Justine Bruno* Frédérick Bousquet*                   | 1'38"64 | Slovenia Anja Čarman Damir Dugonjič Peter Mankoč Nastja Govejšek                              | 1'39"79 | Norvegia Lavrans Solli Aleksander Hetland Monica Johannessen Cecilie Johannessen               | 1'40"10 |

## Record battuti
| Data        | Gara              | Batt.  | Atleta                | Nazione       | Tempo   | Record mondiale | Record europeo | Record dei campionati |
| ----------- | ----------------- | ------ | --------------------- | ------------- | ------- | --------------- | -------------- | --------------------- |
| 22 novembre | 200m dorso        | Finale | Radosław Kawęcki      | Polonia       | 1'48"51 |                 |                | Si                    |
| 24 novembre | 400m stile libero | Finale | Camille Muffat        | Francia       | 3'54"85 | Si              | Si             | Si                    |
| 25 novembre | 200m dorso        | Finale | Daryna Zevina         | Ucraina       | 2'01"97 |                 |                | Si                    |
| 25 novembre | 100m rana         | Finale | Rikke Møller Pedersen | Danimarca     | 1'04"12 |                 | Si             | Si                    |
| 25 novembre | 400m misti        | Finale | Hannah Miley          | Gran Bretagna | 4'23"47 |                 | Si             | Si                    |

## Trofeo dei campionati
Il trofeo dei campionati (Championships Trophy), assegnato in base ai piazzamenti ottenuti in finale, è andato ai padroni di casa della Francia, che hanno concluso la classifica davanti a Italia e Danimarca.
Classifica finale:
|         | Paese         | Tot. | U   | D   | Mx |
| Oro     | Francia       | 792  | 426 | 294 | 72 |
| Argento | Italia        | 452  | 225 | 199 | 28 |
| Bronzo  | Danimarca     | 416  | 106 | 287 | 23 |
| 4       | Russia        | 414  | 261 | 121 | 32 |
| 5       | Ungheria      | 372  | 186 | 186 | 0  |
| 6       | Rep. Ceca     | 319  | 102 | 169 | 48 |
| 7       | Finlandia     | 276  | 63  | 183 | 30 |
| 8       | Gran Bretagna | 232  | 41  | 191 | 0  |
| 9       | Belgio        | 217  | 130 | 87  | 0  |
| 9       | Turchia       | 217  | 63  | 130 | 24 |
| 11      | Ucraina       | 208  | 139 | 69  | 0  |
| 12      | Spagna        | 161  | 60  | 101 | 0  |
| 12      | Germania      | 161  | 66  | 71  | 24 |
| 14      | Estonia       | 160  | 103 | 31  | 26 |
| 15      | Slovenia      | 157  | 74  | 51  | 32 |